# Columna abierta
|       |       |       |       |       |       |       |       |       |  |
|       | a8 rd | b8    | c8    | d8 qd | e8 kd | f8 bd | g8    | h8 rd |  |
| a7 pd | b7 pd | c7 pd | d7 bd | e7    | f7 pd | g7 pd | h7 pd |       |  |
| a6    | b6    | c6 nd | d6    | e6    | f6    | g6    | h6    |       |  |
| a5    | b5 bl | c5    | d5 pd | e5    | f5    | g5    | h5    |       |  |
| a4    | b4    | c4    | d4    | e4    | f4    | g4    | h4    |       |  |
| a3    | b3    | c3    | d3    | e3    | f3 nl | g3    | h3    |       |  |
| a2 pl | b2 pl | c2 pl | d2 pl | e2    | f2 pl | g2 pl | h2 pl |       |  |
| a1 rl | b1    | c1 bl | d1 ql | e1    | f1 rl | g1 kl | h1    |       |  |
|       |       |       |       |       |       |       |       |       |  |

En ajedrez, una columna abierta es una columna sin peones. En el diagrama, la columna "e" es una columna abierta. Una columna abierta puede proporcionar una línea de ataque para una torre o una dama. Tener torres o damas en columnas abiertas o columnas semiabiertas es considerado una ventaja ya que permite atacar más fácilmente. Muchas partidas son decididas basándose en esta estrategia.